# Demeijerea rufipes
Demeijerea rufipes е вид насекомо от разред Двукрили (Diptera), семейство Хирономидни (Chironomidae). Няма подвидове.